# Список давньогрецьких філософів
Список давньогрецьких філософів — перелік філософів, які навчались та викладали у Стародавній Греції. Власне давньогрецька філософія зародилась у місті Мілет з філософії досократиків, а першим давньогрецьким філософом вважається Фалес, один із «семи мудреців». Останнім визначним власне грецьким філософом був неоплатонік Плотін.

## А
- Акріон — піфагорієць.
- Адраст Афродісійський — перипатетик.
- Агапій — неоплатоніст.
- Агатобул — кінік.
- Агатосфен
- Агріппа Скептик — пірроніст.
- Альбін — платоніст.
- Алькін — платоніст.
- Алкмеон Кротонський — піфагорієць.
- Алексамен Теоський — сократик.
- Александр Егейський — перипатетик.
- Александр Афродісійський — перипатетик.
- Алексікрат — неопіфагорієць.
- Алексін — мегарська школа.
- Амелій — неоплатоніст.
- Аммоній Гермій — неоплатоніст.
- Аммоній Саккас — неоплатоніст.
- Аммоній Афінський — платоніст.
- Анаксагор — досократик, школа плюралістів.
- Анаксарх — атоміст.
- Анаксілай — неопіфагорієць.
- Анаксімандр — досократик, мілетська школа.
- Анаксімен — досократик, мілетська школа.
- Андрокід — піфагорієць.
- Андронік Родоський — перипатетик.
- Аннікерій — кіренаїк.
- Антіох Аскалонський — платоніст.
- Антіпатр Кіренійський — кіренаїк.
- Антіпатр Тарсійський — стоїк.
- Антіпатр Тірський — стоїк.
- Антісфен — кінік.
- Антоній — неоплатоніст.
- Аполлодор — стоїк.
- Аполлодор Селевкійський — стоїк.
- Аполлодор Епікуреєць — епікурієць.
- Аполлоній Крон — мегарська школа.
- Аполлоній Тіанський — неопіфагорієць.
- Аполлоній Тірський — стоїк.
- Аркесілай — академія Платона.
- Архедем Тарсійський — стоїк.
- Архелай — досократик, школа плюралістів.
- Архіт — піфагорієць.
- Арет Кіренійський — кіренаїк.
- Арігнот — піфагорієць.
- Арістіон
- Арістіпп — кіренаїк.
- Арістіпп Молодший — кіренаїк.
- Арістоклей — піфагорієць.
- Арістоклей Мессенський — перипатетик.
- Арістокреон — стоїк.
- Арістон Александрійський — перипатетик.
- Арістон Кеоський — перипатетик.
- Арістон Хіоський — стоїк.
- Арістотель — перипатетик.
- Арістоксен — перипатетик.
- Ароїс Дідем — стоїк.
- Асклепіад Фліуський — еретрійська школа.
- Асклепіад Кінік — кінік.
- Асклепігенія — неоплатоніст.
- Асклепіодот
- Асклепіодот Александрійський — неоплатоніст.
- Аспасій — перипатетик.
- Афіній з Селевкії — перипатетик.
- Афенодор Караніт — стоїк.
- Афенодор Корделіон — стоїк.
- Афенодор Солійський — стоїк.
- Аттал — стоїк.
- Аттік — платоніст.

## Б
- Басілід Стоїк — стоїк.
- Басілід Епікуреєць — епікурієць.
- Батій Лампсакський — епікурієць.
- Біон Борисфенський — кінік.
- Боет Сідонський (перипатетик) — перипатетик.
- Боет Сідонський (стоїк) — стоїк.
- Болос Мендеський — піфагорієць.
- Бронтін — піфагорієць.
- Брісон Ахейський — мегарська школа.

## Д
- Деметрій Фалерський — перипатетик.

## Е
- Едесія — неоплатоніст.
- Едесій — неоплатоніст.
- Еней з Гази — неоплатоніст.
- Енесідем — пірроніст.
- Есара — піфагорієць.
- Есхін Сократик — сократик.
- Есхін Неапольський — академія Платона.
- Етій — перипатетик.

## К
- Калліфон — перипатетик.
- Калліфон Кротонський — піфагорієць.
- Каллістрат — софіст.
- Карнеад — академія Платона.
- Карнеск — епікурієць.
- Кассій Лонгін — платоніст.
- Кебет — піфагорієць.
- Керкід — кінік.
- Керкопс — піфагорієць.
- Клеант — стоїк.
- Клеарх Солійський — перипатетик.
- Клеаній Тарентійський — піфагорієць.
- Клеомед — стоїк.
- Клеомен Кінік — кінік.
- Кліномах — мегарська школа.
- Клітомах — академія Платона.
- Колот — епікурієць.
- Крантор — академія Платона.
- Кратет Афінський — академія Платона.
- Кратет Малльський — стоїк.
- Кратет Фіванський — кінік.
- Кратіпп Пергамський — перипатетик.
- Кратіл — ефесська школа.
- Кресцент — кінік.
- Крініс — стоїк.
- Крітолай — перипатетик.
- Кроній Піфагорієць — неопіфагорієць.

## Х
- Хамелеон — перипатетик.
- Хармад — академія Платона.
- Херефон — сократик.
- Хрісіпп — стоїк.
- Хрісантій — неоплатоніст.

## Ц
- Цельс